# Xylota barbata
Xylota barbata là một loài ruồi trong họ Ruồi giả ong (Syrphidae). Loài này được Loew mô tả khoa học đầu tiên năm 1864. Xylota barbata phân bố ở miền Tân bắc